# Historische Belletristik
Historische Belletristik war in der Weimarer Republik eine überwiegend abwertend benutzte Bezeichnung für populär gehaltene Geschichtsdarstellungen, insbesondere Biografien. Bekannte Vertreter dieser Gattung waren Emil Ludwig, Herbert Eulenberg, Werner Hegemann und Paul Wiegler. Von Seiten vieler damaliger Fachhistoriker wurde die historische Belletristik, die überwiegend republikanisch, teilweise sozialistisch ausgerichtet war, als unwissenschaftlich abqualifiziert.
Im weiteren Sinne werden auch historische Romane mitunter als historische Belletristik bezeichnet.